# Bernie McCahill
Pas d'image ? Cliquez ici

a Compétitions nationales et continentales officielles uniquement.

b Matchs officiels uniquement.
Dernière mise à jour le 3 mars 2023.
 Bernard Joseph McCahill, né le 28 juin 1964 à Auckland, est un joueur de rugby à XV néo-zélandais qui a joué avec les All-Blacks au poste de trois-quarts centre (1,83 m pour 78 kg). Il a fait ses études secondaires au St Peter's College.

## Carrière

### Province
- Province d'Auckland

### Équipe nationale
Il a joué avec l'équipe de Nouvelle-Zélande des moins de 21 ans (1984-1985).
Il a disputé son premier test match le 1er juin 1987 contre l'équipe d'Argentine, et le dernier contre l'équipe d'Australie, le 27 octobre 1991.
Il a disputé trois matchs de la Coupe du monde 1987 et quatre matchs de la Coupe du monde 1991.

## Palmarès

### En club
- 91 matchs avec Auckland

### En équipe nationale
- Vainqueur de la Coupe du monde en 1987
- Troisième de la Coupe du monde en 1991

## Statistiques

### En équipe nationale
De 1987 à 1991, Bernie McCahill compte 10 sélections avec les All-Blacks, inscrivant 4 points. Avec les Kiwis, il dispute deux Coupe du monde en 1987 et 1991.